# Всеросійська державна бібліотека іноземної літератури імені М. І. Рудоміно
Всеросійська державна бібліотека іноземної літератури імені М. І. Рудоміно, ВГБІЛ (рос. Всероссийская государственная библиотека иностранной литературы имени М. И. Рудомино, розм. «Иностранка») — московська бібліотека, що спеціалізується на літературі іноземними мовами.

## Історія
Державна бібліотека іноземної літератури існує з 1924 року; раніше — Неофілологічна бібліотека, бібліотека Неофілологічного інституту. 1948 року реорганізована у Всесоюзну бібліотеку іноземної літератури. 1958 бібліотека мала понад 2 млн книг художньої та наук. літератури 82 мовами. З 1975 року профіль бібліотеки включає художню літературу, іноземну літературу з гуманітарних наук, мистецтво зарубіжних країн та довідкові видання.
Основна будівля бібліотеки знаходиться в Москві на березі Яузи, навпроти висотного будинку на Котельницькій набережній.
У 1990 році бібліотеці було присвоєне ім'я Маргарити Іванівни Рудоміно (1900—1990), засновниці бібліотеки й беззмінного директора протягом більше 50 років.

## Користування бібліотекою
На відміну від інших центральних Московських наукових бібліотек, до ВГБІЛ записуються читачі з 16 років, для молодших читачів (з 5 до 16 років) діє дитячий зал.
«Іноземка» має великі фонди літератури з гуманітарних наук. У порівнянні з іншими великими бібліотеками Москви (РДБ, ДПІБ, бібліотека ІНІОН), перевагою «Іноземки» є швидке (15-20 хвилин) виконання замовлення книг з книгосховища. Організована також послуга попереднього замовлення книг.
З 1993 року Генеральний директор бібліотеки — Генієва Катерина Юріївна.

## Фонди
Бібліотека володіє фондами іноземної літератури широкого гуманітарного профілю, які на 1 січня 2003 року становили близько 4,4 млн одиниць зберігання. У бібліотеці представлені книги та періодичні видання більш ніж 140 мовами світу. Першорядне значення має багате зібрання світової класичної і сучасної літератури мовою оригіналу, особливо англійською, французькою, німецькою та іспанською мовами.
Книжковий фонд бібліотеки становить близько 1,9 млн томів. У бібліотеці зібрана велика колекція літератури іноземними мовами з літературознавства та мовознавства, у тому числі з методики викладання мов, книги з мистецтва та мистецтвознавства, історичні праці та роботи з країнознавства. Досить великими є фонди літератури з філософії, соціології та естетики, права і релігії, книгознавства, бібліотекознавства та інформатики.
Бібліотека має понад 2,5 млн періодичних видань (журнали — у кількості номерів, газети — в річних комплектах). Зараз бібліотека передплачує понад 1500 назв, у тому числі близько 1100 назв зарубіжних газет, журналів.
Бібліотека в своїх фондах має багато рідкісних книг. Тож ще у 1974 році з загального фонду бібліотеки було виділено фонд рідкісної книги, що зараз нараховує більше 41 тис. рідкісних видань. У відділі рідкісної книги зберігаються, зокрема, стародруки (8701 прим.), у тому числі 22 інкунабули і 527 палеотипи.
Серед рідкісних книг — прижиттєві і ранні видання Еразма Роттердамського, Боккаччо, Петрарки, Ньютона, Вольтера, Дідро, Лессінга, класиків XIX ст. Окрім інкунабул бібліотека має також альди, ельзевіри та ін. цінні видання; колекції-подарунки: від іспанського народу, дар Анрі Барбюса. Цікавою є унікальна збірка творів антинацистських письменників.